# Anticoma filipjevi
Anticoma filipjevi is een rondwormensoort uit de familie van de Anticomidae.